# Colaspidea grossa
Colaspidea grossa es un coleóptero de la familia Chrysomelidae.
Fue descrita científicamente en 1866 por Fairmaire.